# Nai cà tông Sangai
Nai cà tông Sangai hay còn gọi đơn giản là Nai Sangai (Danh pháp khoa học: Panolia eldii eldi) là một phân loài của loài nai cà tông phân bố ở Manipur, Ấn Độ. Đó cũng là linh vật của bang Manipur. Phân loài này được mô tả bởi McClelland. Nai Sangai sống trong các vùng đất ngập nước lầy lội trong vùng Keibul Lamjao khoảng 45 km từ Imphal. Môi trường sống của nó là nằm ở phần phía nam của hồ Loktak, đó là hồ nước ngọt lớn nhất ở miền đông Ấn Độ. Nó cũng là một trong bảy khu bảo tồn sinh thái có tầm quan trọng quốc tế. Các môi trường sống của các loài Nai sangai hiện đang được bảo vệ như Vườn quốc gia Keibul Lamjao. Hiện nay chúng đang đối mặt với nguy cơ tuyệt chủng cao.

## Phân bố
Nai Sangai được tìm thấy trong môi trường sống tự nhiên của nó chỉ có ở Vườn Quốc gia Keibul Lamjao trong sinh khối nổi địa phương gọi là "phumdi" ở phần đông nam của hồ Loktak. Nó nằm giữa vĩ độ 24°27 'N và 24°31' vĩ độ N và 93°53 'E và 93°55' kinh độ E. Công viên này có diện tích 40 km2 và phạm vi nhà của con nai trong công viên được giới hạn trong khoảng 15-20 km2.
Phumdi (mảng trôi nổi) là phần quan trọng nhất và duy nhất của môi trường sống. Nó là khối nổi của thảm thực vật vướng hình thành bởi sự tích tụ các mảnh vụn hữu cơ và sinh khối với đất. Độ dày của nó thay đổi từ vài centimet đến hai mét. Các chất mùn của phumdi là màu đen và rất xốp, có số lượng lớn. Nó lan tỏa với 4/5 phần dưới nước. Số lượng nai được liệt kê trong Sách Đỏ chỉ có 14 cá thể trong năm 1975. Sau khi đã khai báo của khu vực như là một công viên quốc gia và các biện pháp bảo tồn nghiêm ngặt đưa lên bởi Cục Lâm nghiệp Ấn Độ, sự lo lắng sự tuyệt chủng của nó đã được giảm đáng kể.

## Đặc điểm

### Mô tả

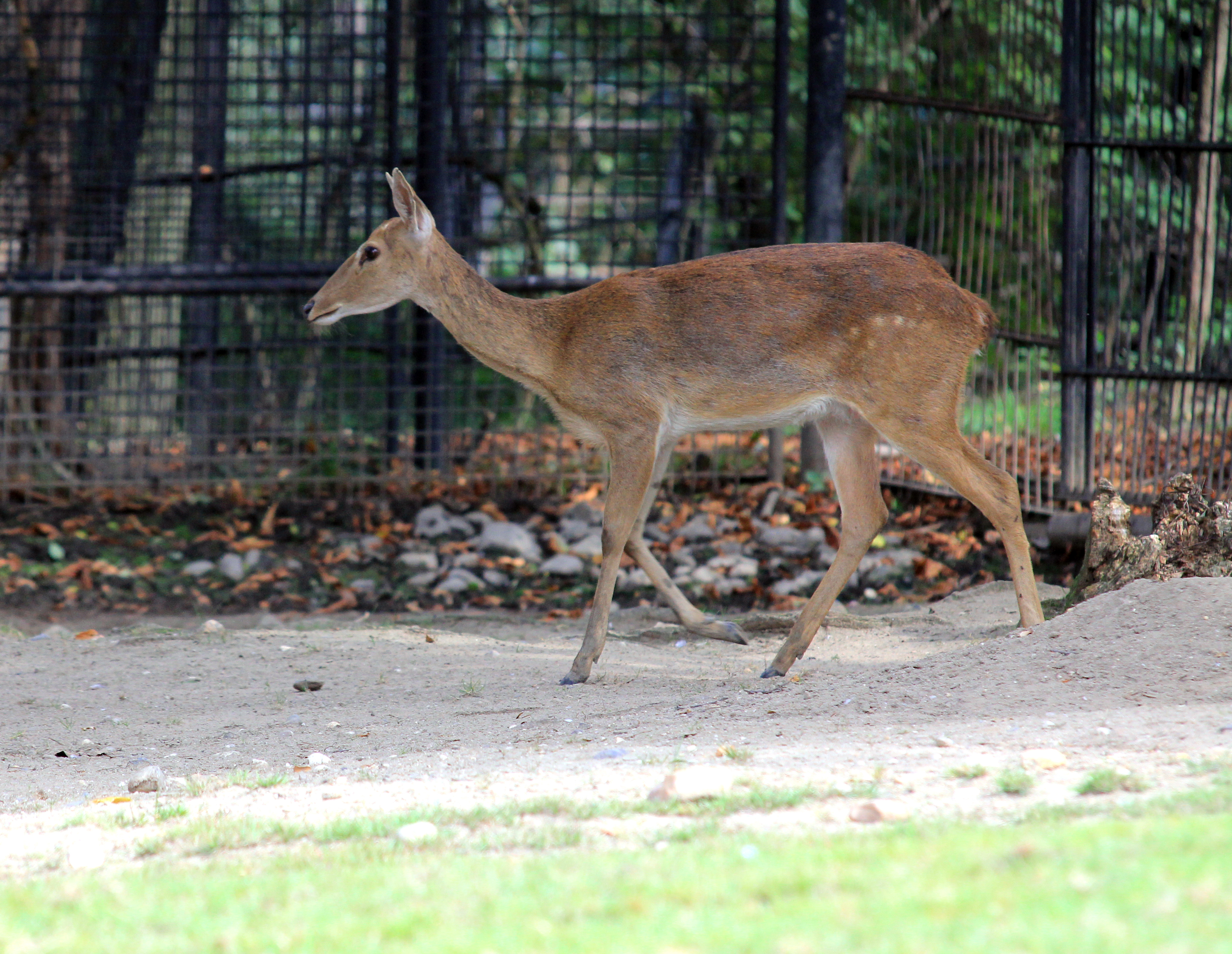
Nai Sangai

Chúng là những con nai cỡ vừa, với gạc duy nhất khác biệt, chiều dài đo được từ 100–110 cm, chiều dài với dô trán rất dài, hình thành nên các dầm chính. Hai đường tạo thành một đường cong liên tục ở góc phải. Phía trước nhô ra chùm tia xuất hiện để đi ra từ chân mày. Các gạc của cạnh đối diện là không đối xứng đối với nhau với. Các tia này không phân nhánh ban đầu trong khi tăng độ cong như chiều dài tăng lên và bị chia đôi.
Các giới là vừa lưỡng hình ở kích thước cơ thể và trọng lượng. Chiều cao và cân nặng của một con nai trưởng thành hoàn toàn có thể đạt được khoảng 115–125 cm ở vai và 95–110 kg (210-230 lb) tương ứng. Chiều cao và cân nặng của con cái ngắn hơn và ít hơn so với các đối tác đực. Chiều dài của cơ thể từ cơ sở đến tai đến đuôi là khoảng 145–155 cm ở cả hai giới. Đuôi ngắn và mông vá. Nai sangai có tuổi thọ tối đa trong tự nhiên khoảng 10 năm.

### Tập tính ăn
Thức ăn Nai Sangai trên nhiều loại cây sống trên nước, cỏ, cây thân thảo, và chồi. Các loại như Zizania latifolia, Saccharum munja, S. bengalensis, Erianthus procerus, E. ravernnae, vv là các nguồn thức ăn ưa thích của Nai sangai. Hành vi ăn uống của sangai có thể dễ dàng nhìn thấy trên chồi mới về mới cắt khu vực. Nó thể hiện một mô hình hoạt động bimodial.
Nai Sangai bắt đầu gặm cỏ thường buổi sáng sớm khoảng 04:30 và nói chung là tiếp tục cho đến 08:00. Vào buổi sáng nhiều mây có thể mở rộng đến 10:00. Vào buổi tối, nó bắt đầu lúc 15:00 và tiếp tục cho đến 18:00. Sau khi cho ăn nó mất phần còn lại. Trong thời gian ngày nó nằm dưới đám lau sậy và cỏ dày và cao. Vào ban đêm một số trong số chúng thậm chí còn kiếm ăn phần còn lại trên ngọn đồi nhỏ.

### Sinh trưởng
Thời kỳ sinh sản diễn ra trong những tháng đầu mùa xuân giữa tháng Hai và tháng Năm. Những con đực cạnh tranh quyết liệt với nhau để giành quyền kiểm soát của một hậu cung trong đó có nhiều con cái đó chúng có thể giao phối với những con cái này. Sau một thời gian mang thai từ 220-240 ngày dài, thông thường một con bê duy nhất được sinh ra. Những con trẻ được phát hiện lúc sinh, những đốm mờ dần như các động vật phát triển. Những con trẻ được cai sữa lúc 7 tháng tuổi, và trở nên trưởng thành về mặt tình dục từ 18 tháng tuổi trở đi.

## Trong văn hóa
Trong văn hóa hình tượng con nai Sangai hằn sâu vào huyền thoại và văn hóa dân gian của vùng Manipuris. Dựa trên một truyền thuyết dân gian nổi tiếng, Nai sangai được hiểu như là linh hồn ràng buộc giữa con người và thiên nhiên. Việc giết Nai Sangai, một tội lỗi không thể tha thứ, được quan niệm như là sự phá vỡ thô lỗ lên trong những mối quan hệ thân mật giữa con người và thiên nhiên. Khi con người yêu thương và tôn trọng Sangai, nó được tôn trọng thiên nhiên. Trong sangai, con người tìm thấy một cách thể hiện tình yêu của họ đối với thiên nhiên. 

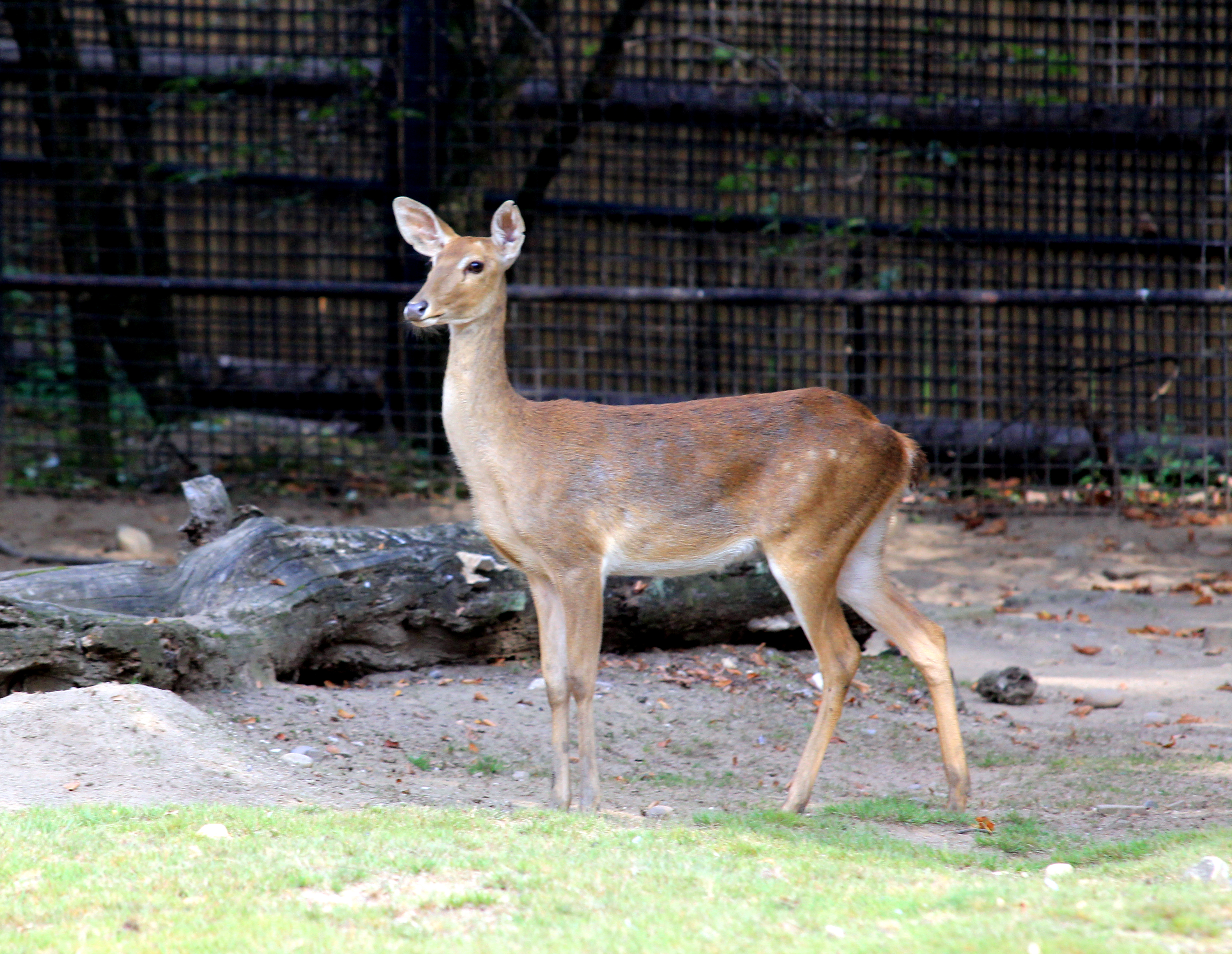

Nai sangai là biểu tượng của một vật sở hữu quý giá của nhà nước. Người ta tin rằng các Nai Sangai đã được đặt ra từ tư thế đặc biệt của nó và hành vi trong khi chạy. Theo lẽ tự nhiên, con nai Sangai, đặc biệt là con đực, ngay cả khi chạy thỉnh thoảng dừng lại và nhìn lại như thể nó đang chờ đợi một người nào đó.
Theo một câu chuyện dân gian Manipuri, một anh hùng huyền thoại Kadeng Thangjahanba của Moirang một lần bị bắt một con Nai sangai mang trứng từ Torbung Lamjao cho một món quà để yêu Tonu Laijinglembi của mình trong một cuộc thám hiểm săn bắn. Tuy nhiên, như số phận đã an bài, ông đã tìm thấy người yêu của mình đã kết hôn với vua ông trở về. Người anh hùng đau khổ phân phát hành hươu hoang dã của Keibul Lamjao. Từ thời điểm đó trở đi các nơi trở thành nhà của Sangai.
Trong một văn hóa dân gian của Manipur, một hoàng tử được gọi là Pudangkoi của thị tộc Luwang, nhờ ân sủng của một thực thể thiêng liêng, biến mình thành một con nai mà có sau này được gọi là Sangai. Hơn nữa, có sự tham chiếu của sangai đầu với vương miện của gạc, được trang trí trên đầu thuyền hoàng gia được gọi là Hiyang Hiren. Xác định là một trong những loài động vật hiếm nhất trong toàn bộ thế giới, các sangai là tai mắt của người dân.

## Nguy cơ
Nai sangai được cho là gần như tuyệt chủng bởi 1950. Tuy nhiên, vào năm 1953 sáu con sangai đã được tìm thấy ở môi trường sống tự nhiên của nó. Kể từ đó, Chính phủ và Nhà nước đã có những biện pháp nghiêm túc và tích cực đối với việc bảo vệ các loài quý hiếm và đang bị đe dọa này. Một cuộc điều tra được tiến hành vào năm 2000 tại công viên cho thấy có 162 chỉ hươu (54 nai đực, 76 nai cái và 32 nai con).
Các con nai sangai phải đối mặt với một nguy hiểm theo hai hướng để cuộc sống của mình. Thứ nhất, môi trường sống của nó đang dần thoái hóa vì lý do ngập lụt liên tục và lũ lụt do nước cao gây ra như là kết quả của hồ chứa nhân tạo của các dự án thủy điện Loktak. Thứ hai, những kẻ săn trộm được ra khỏi đó để bẫy và giết con nai ở cơ hội dù chỉ là nhỏ nhất.
Trong năm 1983, các dự án thủy điện công suất 103 megawatt của Loktak được thực hiện với mục tiêu đảm bảo sự phát triển nhanh chóng về nhà nước. Mực nước cao nhất 168.5 mét (553 ft) trên mực nước biển trung bình (MSL) được lưu giữ trong hồ Loktak để nuôi các hồ chứa cho các dự án hydel. Mực nước cao này đã tàn phá tại Vườn quốc gia Keibul Lamjao. Mực nước cao, duy trì liên tục qua các năm, đã bị xáo trộn chu kỳ đời sống tự nhiên của sự tăng trưởng thực vật, các phumdi, khi mà Nai sangai phát triển mạnh. Con nai ăn một số loại thực vật mọc trên các phumdi. Thảm thực vật cũng cung cấp nơi trú ẩn cho những con nai và động vật hoang dã khác trong công viên.
Vòng đời của các phumdi liên quan đến giá thể nổi trên mặt nước trong mùa nước cao như trong các đợt gió mùa. Trong mùa khô, khi mực nước giảm, sinh khối tiếp xúc với đáy hồ và bảo đảm chất dinh dưỡng cần thiết từ đó. Khi những cơn mưa trở lại và chúng trở nên nổi, sinh khối có đủ 'thực phẩm'-các chất dinh dưỡng được trữ trong rễ và cuộc sống của chúng vẫn tiếp tục. Với mực nước cao liên tục trong hồ trong suốt năm phần lớn quá trình này 'ăn' trên các chất dinh dưỡng trong lòng hồ đã ngưng. Các kết quả sinh khối đang giảm.
Khoảng tháng tuần trước vào năm 1999, nó đã được báo cáo rằng một phần lớn của sinh khối ở phần phía bắc của công viên quốc gia đã bị phá vỡ thành các mảnh và đã trôi dạt tự do từ các khu vực công viên. Đây là một dấu hiệu xấu cho môi trường sống Nai sangai. Nó nêu ra rất rõ ràng rằng sự khởi đầu của sự kết thúc của môi trường sống Nai sangai đã bắt đầu. Có những báo cáo của người dân địa phương cắt lên các phumdi thành miếng khá lớn và sau đó kéo ra những chiếc xuồng độc mộc với cho 'bán' cho các chủ nuôi cá. Đây là một mối nguy hiểm tiềm tàng đối với môi trường sống Nai sangai. 